# 達列克 (布利茲紐基區)
48°34′18″N 36°20′5″E / 48.57167°N 36.33472°E
達萊克（烏克蘭語：Далеке）是位於烏克蘭東部的村莊，由哈爾科夫州洛佐瓦區的布利茲紐基市鎮負責管轄。該村始建於1928年，面積0.24平方公里，海拔高度110米，2001年人口182，人口密度每平方公里758.3人。